# 스펜서 브레슬린
스펜서 브레슬린(Spencer Breslin, 1992년 5월 18일 ~ )은 미국의 배우이다.

## 출연 작품

### 영화
- 미트 페어런츠 (2000)
- 키드 (2000)
- 피터 팬 2: 리턴 투 네버랜드 (2002) - 목소리
- 산타클로스 2 (2002)
  - 산타 클로스 3: 산타의 탈출 (2006)
- 더 캣 (2003)
- 레이징 헬렌 (2004)
- 프린세스 다이어리 2 (2004)
- 쉐기 독 (2006)
- 줌 (2006)
- 해프닝 (2008)
- 스턱 인 러브 (2012)
- 썸 카인드 오브 헤이트 (2015)

### 텔레비전
- 로앤오더: 범죄 전담반 (1998)
- 본즈 (2009)